# 南之坊 (富士宮市)

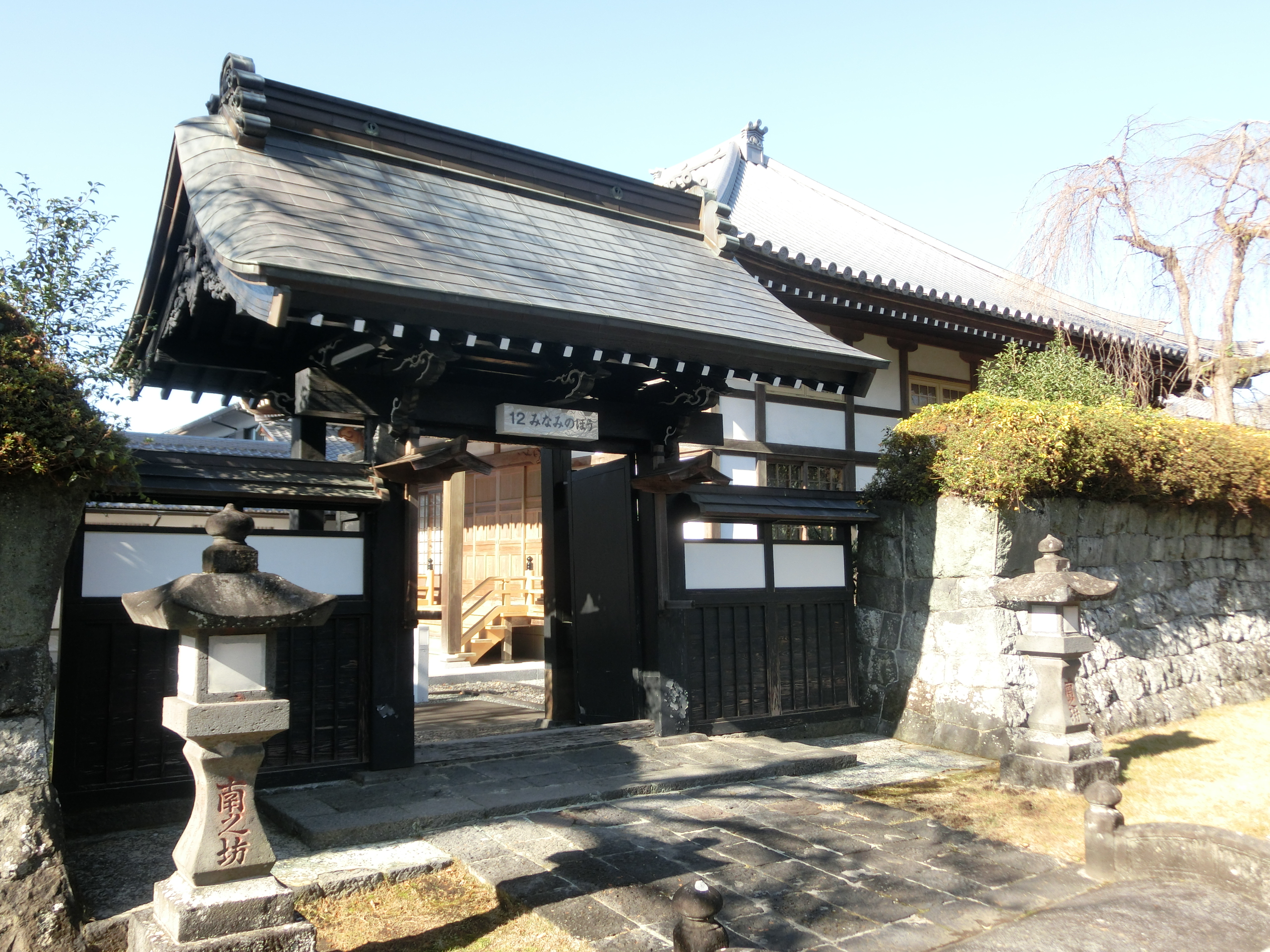
南之坊

南之坊（みなみのぼう）は、日蓮正宗総本山大石寺の塔中坊の一つ。
なお、信徒組織としては、古くからの法華講中である法華講南之坊支部と、1990年前後の創価学会の第2次教義逸脱問題発生後に日蓮正宗宗門に帰伏した、学会からの脱会者の一部によって結成された蘇生講がある。

## 歴史
- 1290年（正応3年） - 大石寺創建と同時に第2祖日興の弟子である少輔坊日禅を開基として建立される。当初は少輔坊(しょうゆうぼう)と呼ばれる。
- 当初理境坊の北側にあったが、第17世日精のとき塔中の南端に移転し、南之坊と呼ばれるようになる。
- 31世日因が現在の本堂安置の板本尊を書写（年月日不明、大石寺持仏堂安置本尊としたためられている）。
- 2008年（平成20年）8月25日 - 立正安国論正義顕揚750年記念局総本山総合整備事業の一環として改築される。